# Auld Alliance
Pour les articles homonymes, voir Auld et Alliance.
La Vieille Alliance, le plus souvent désignée en français comme en anglais par son nom en scots, Auld Alliance, est une alliance nouée en 1295 entre les royaumes de France et d’Écosse contre celui d'Angleterre. Bien que le traité d'Édimbourg de 1560 ait mis fin de fait à la plupart de ses dispositions, l'alliance et ses prolongements ont marqué les relations franco-écossaises jusqu'à l'époque contemporaine.

## Traités et batailles

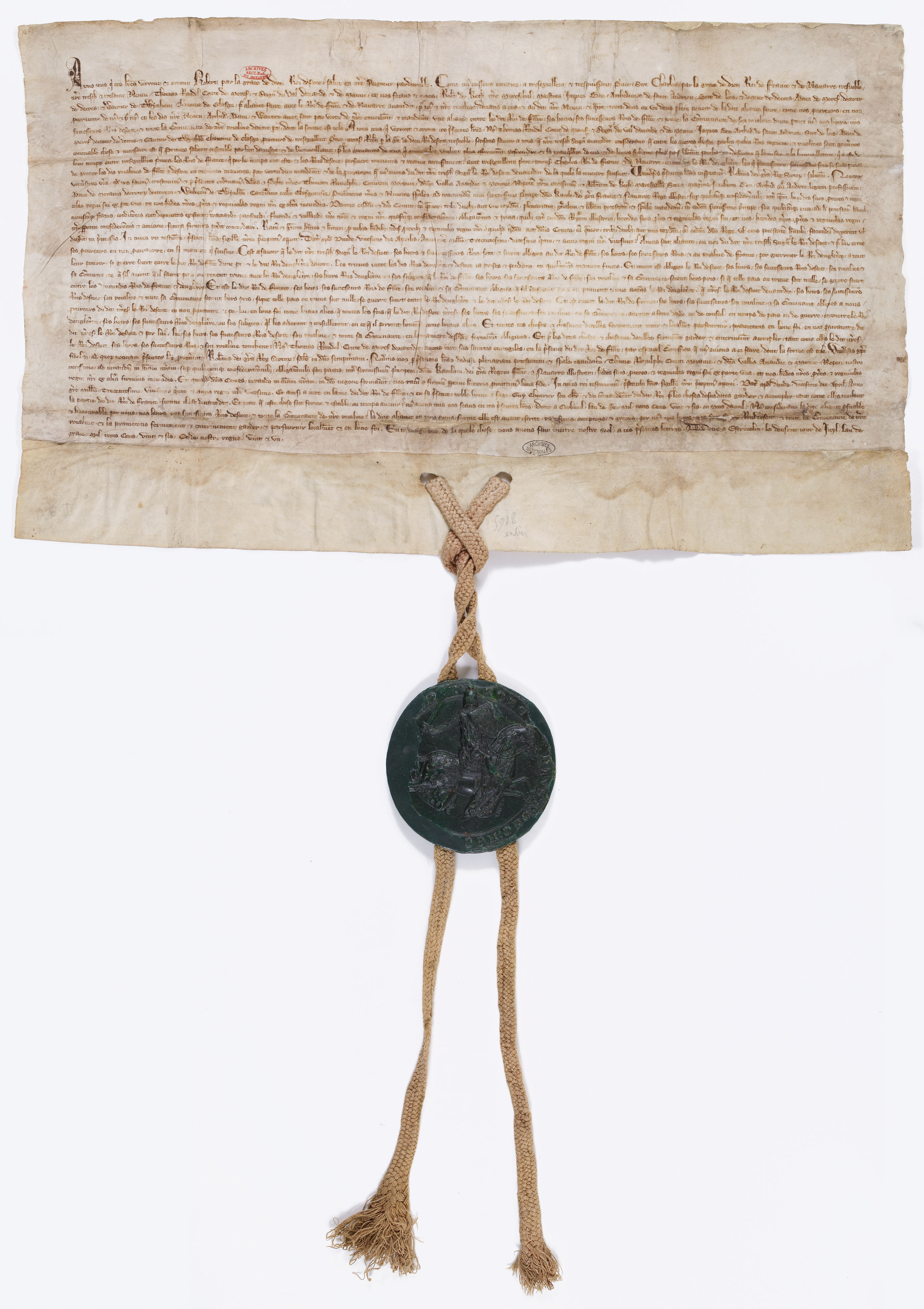
Acte de ratification du traité de Corbeil par Robert Bruce, le 12 juillet 1326 à Stirling (Archives nationales AE/III/10).

L’Auld Alliance est une alliance entre le royaume de France et le royaume d’Écosse aux dépens de leur ennemi commun, le royaume d’Angleterre. S'il est possible d'en faire remonter l'origine à 1165, lorsque Guillaume le Lion adresse une ambassade à Louis VII le Jeune, sa première trace écrite est le traité signé à Paris le 23 octobre 1295 entre les représentants de Jean Baliol et Philippe le Bel. Ratifié le 23 février 1296, et confirmé le 26 février 1296 par le Parlement écossais, ce traité prévoit que si l’une des parties subissait une attaque de l’Angleterre, l’autre envahirait le territoire de cette dernière.
En avril 1326, Robert Bruce renouvelle l’alliance par le traité de Corbeil. Aux XIVe et XVe siècles, le traité sera invoqué à six reprises.
En 1336, au début de la guerre de Cent Ans, le roi de France Philippe VI fournit une aide militaire au roi d’Écosse David II, exilé en France après avoir été déposé par Édouard III.

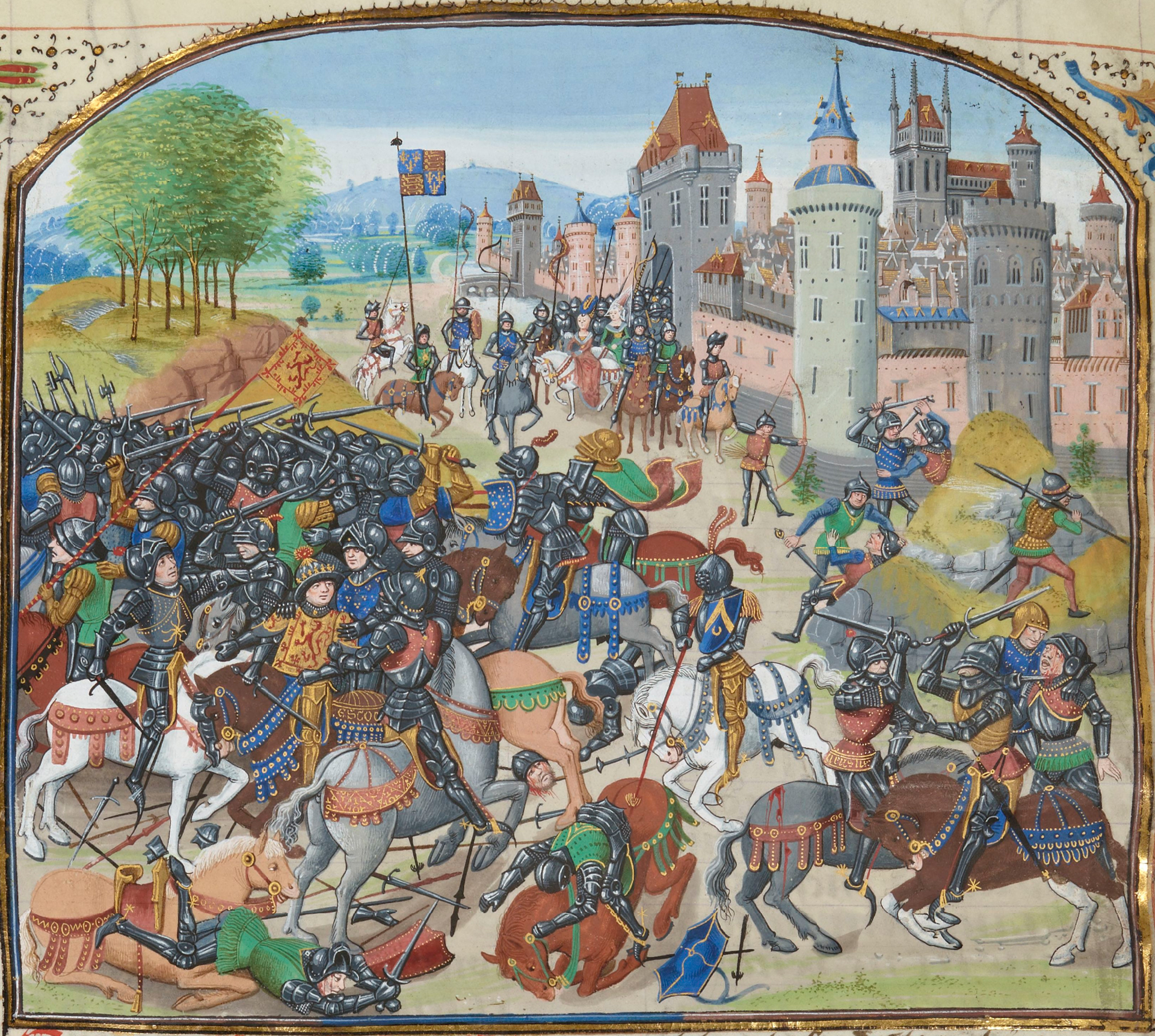
Le roi d'Écosse David II, fait prisonnier (en bas à gauche) par les Anglais lors de la bataille de Neville's Cross. Enluminure d'un manuscrit des Chroniques de Froissart (Bibliothèque nationale MS Fr. 2643).

En 1346, l’Écosse envahit l’Angleterre pour défendre les intérêts de la France. L’armée écossaise est cependant vaincue et David II fait prisonnier à la bataille de Neville’s Cross.
En 1385, une flotte française de 180 navires arrive en Écosse sous les ordres de Jean de Vienne. Elle débarque des troupes près d'Édimbourg pour attaquer l'Angleterre. Mais la coordination avec les Écossais n'est pas facile, troupes et navires végètent. L'expédition est finalement un échec et les Français doivent repartir sans avoir rien pu faire d'important.

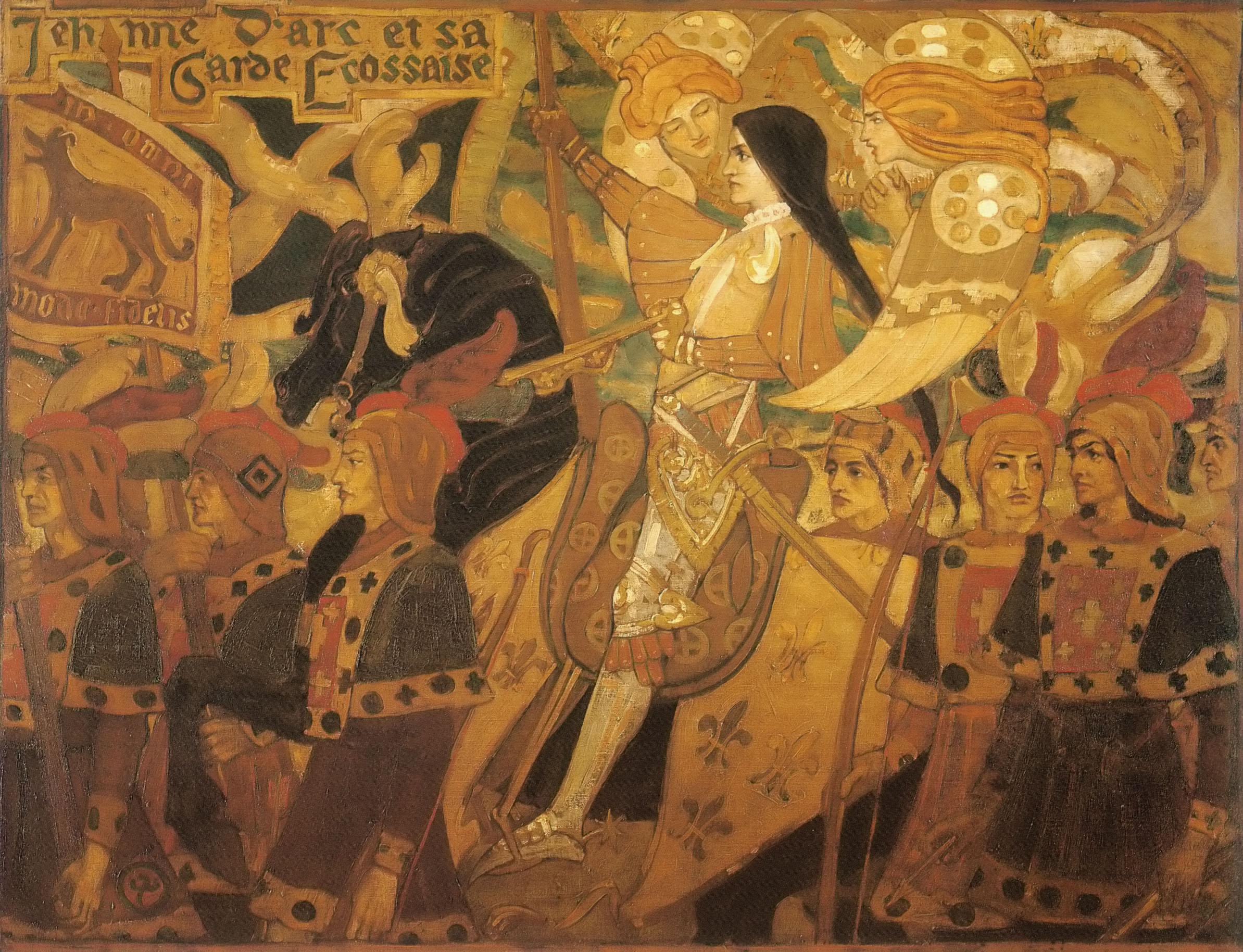
Jeanne d'Arc et sa Garde écossaise, de John Duncan, peintre symboliste écossais (1866-1945).

En 1421, lors de la bataille de Baugé, les forces franco-écossaises infligent une sévère défaite aux Anglais et les Français récompensent gracieusement les Écossais. Toutefois cette victoire est de courte durée car à la bataille de Verneuil en 1424, les troupes écossaises sont anéanties. Malgré cette défaite, l’action des Écossais apporte un soutien et un renfort précieux aux troupes du roi de France. C'est à la même époque (en 1422) qu'un corps écossais est constitué pour défendre la personne du roi de France, dont la garde personnelle restera longtemps exclusivement une garde écossaise. En 1429, des Écossais assistent Jean Dunois pour lever le siège d’Orléans.

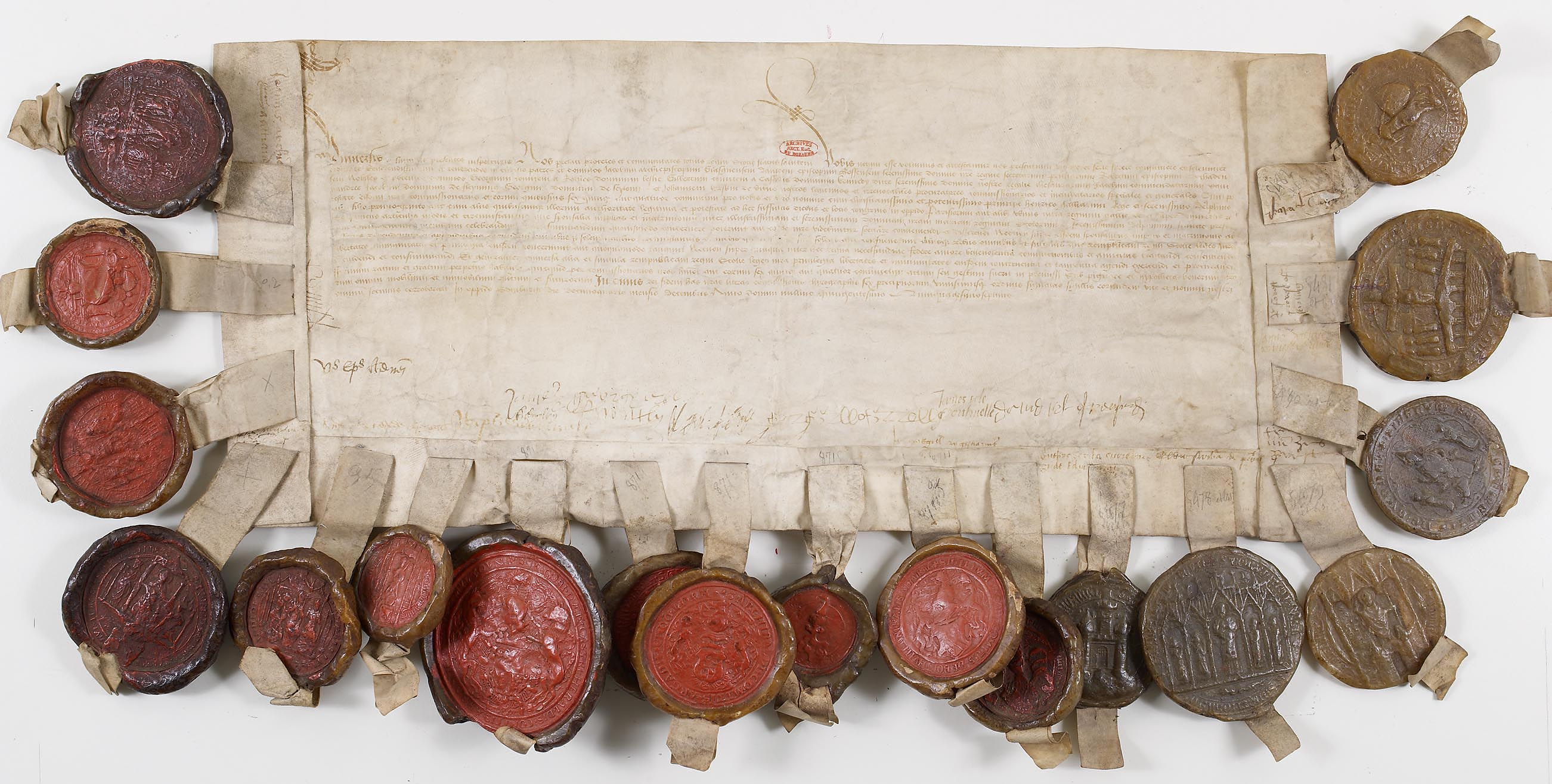
Procuration des prélats, des communes et des nobles écossais à l’archevêque de Glasgow pour négocier les termes du mariage de Marie Stuart (Archives nationales AE/III/76).

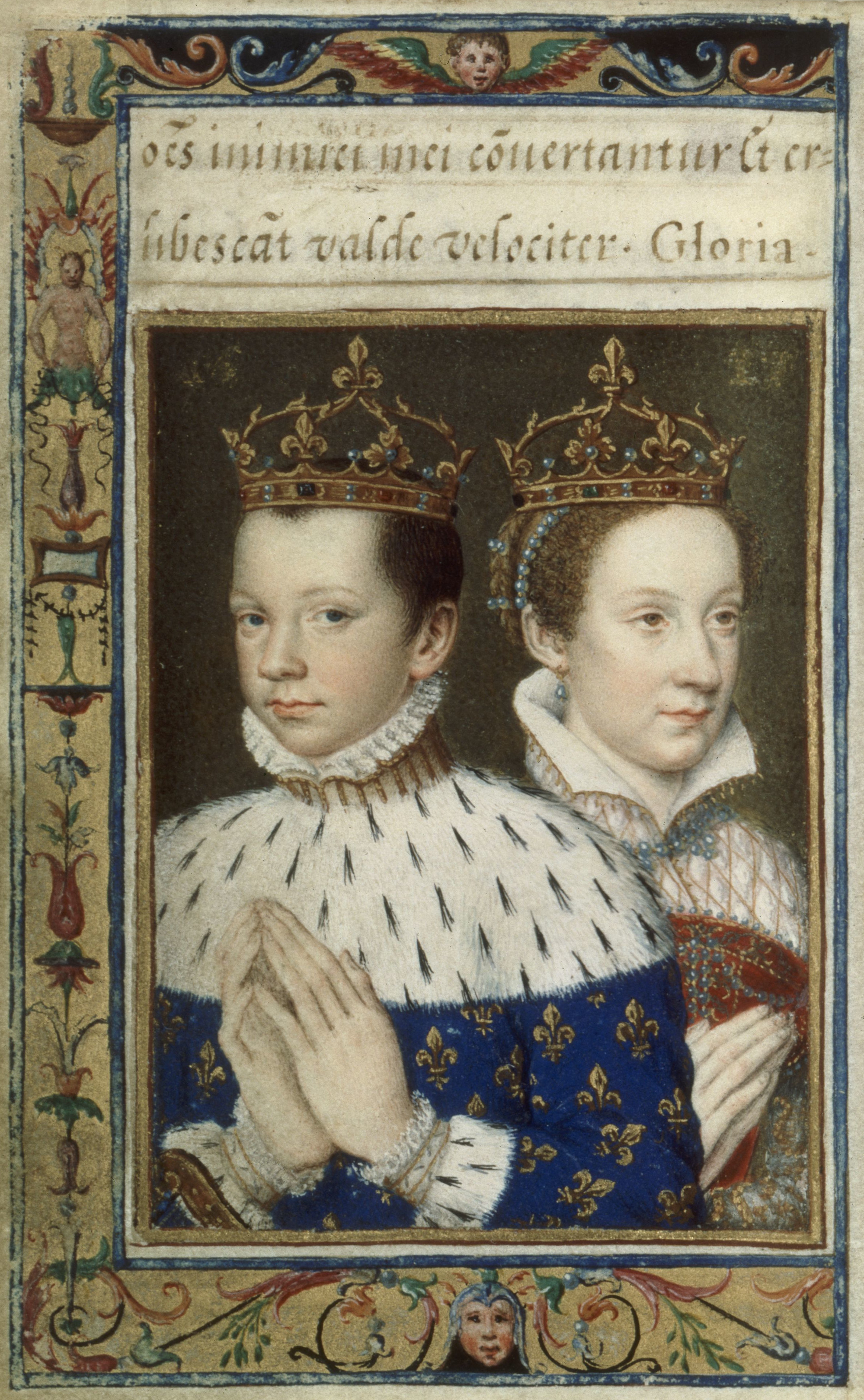
Le mariage de Marie Stuart avec le futur François II, en 1558, a brièvement relancé l'Auld Alliance.

En 1513, la bataille de Flodden Field, qui oppose l'Écosse à l'Angleterre, est une nouvelle occasion d'appliquer les dispositions du traité de 1295. En 1543, cette alliance est reconduite, comprenant la promesse de mariage entre Marie Ire d'Écosse et le futur roi de France, François II, ainsi que la protection de l'Écosse par la France. Cette reconduction de l'Alliance est à l'origine, en représailles, des guerres sporadiques et sanglantes, dites du Rough Wooing, de l'Angleterre contre l’Écosse, menées par Henri VIII puis par le Lord Protecteur Edouard Seymour. En 1558, le mariage promis sera effectif.
Politiquement et militairement, l'alliance prend fin en 1560, année de la mort de la régente Marie de Lorraine, membre de la famille des Guise, et du revirement politique des Grands d'Écosse passés à la Réforme, eux-mêmes soutenus par l'Angleterre. Le 6 juillet 1560, le traité d'Édimbourg met officiellement un terme à l'essentiel des dispositions de l’alliance, après presque 265 ans. Ce traité d'Édimbourg impose l'évacuation de toutes les troupes étrangères du territoire écossais. L'Écosse devenue protestante s’allie désormais avec l’Angleterre, également protestante. En 1562, elle envoie 200 soldats en Normandie pour aider les Huguenots dans leur lutte face au pouvoir royal catholique.

## Autres aspects
Bien qu’elle soit avant tout militaire et diplomatique, l’alliance a une portée plus large, dont certains aspects ont pu se prolonger au-delà de 1560. C'est notamment le cas des lettres de naturalité octroyées dans chacun des deux royaumes à des sujets de l'autre. Ainsi en septembre 1513, après la bataille de Floden, Louis XII accorde la nationalité française aux archers écossais de sa garde. En 1558, la régente Marie de Guise accorde la réciproque, de façon élargie, aux Français établis en Écosse. Ces dispositions sont confirmées du côté français par Henri II, en juin de la même année. Elles seront renouvelées par Louis XIV le 19 septembre 1646.

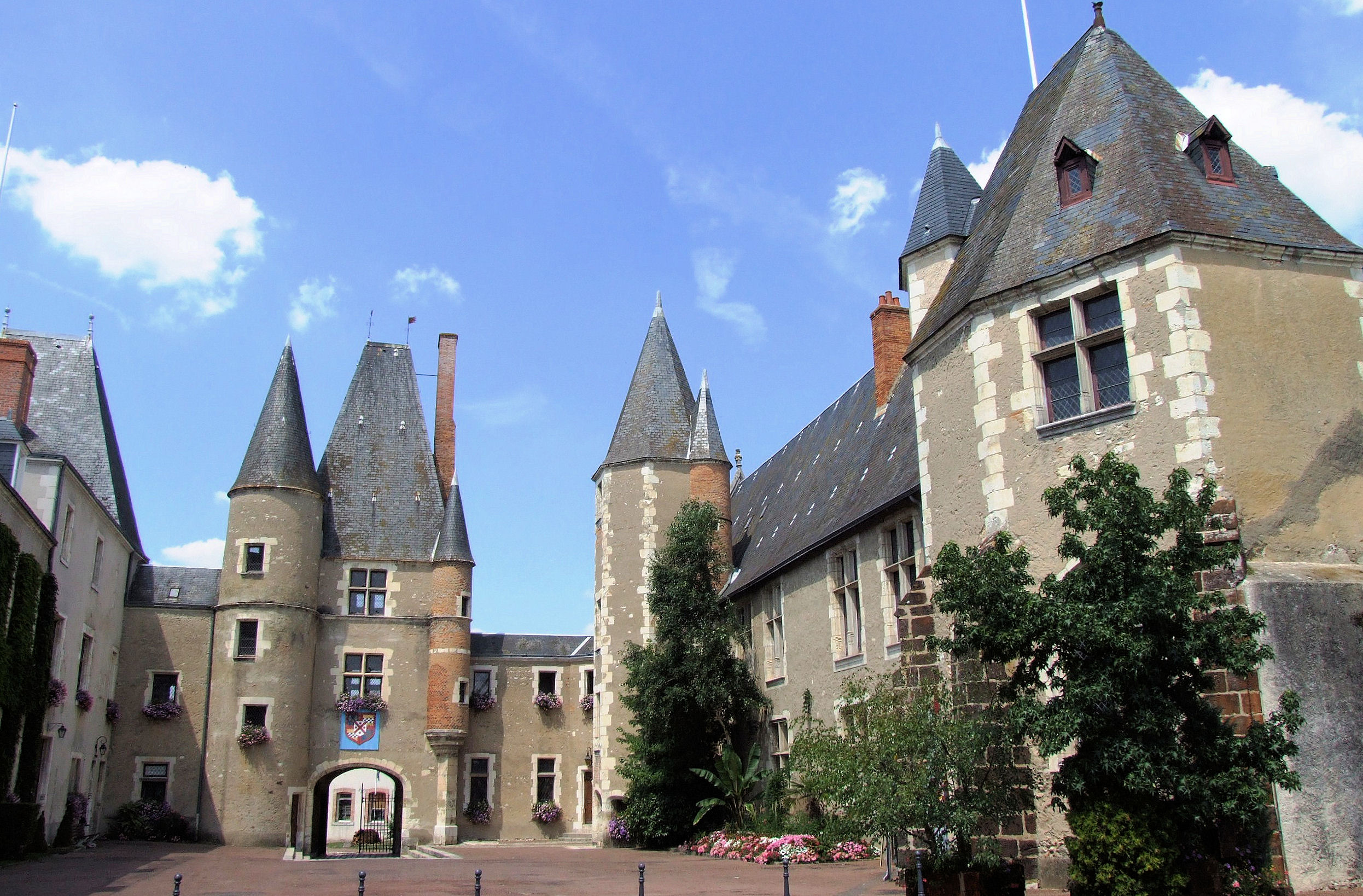
Le château des Stuarts, aujourd'hui hôtel de ville d'Aubigny-sur-Nère.

Au titre de l'alliance ou comme mercenaires, de nombreux Écossais sont entrés au service de la France et beaucoup s'y sont installés. Certains continuent de se considérer comme Écossais, d'autres s'intègrent, comme les Stuart de Darnley devenus seigneurs d'Aubigny, petite ville du Nord du Berry qui restera « écossaise » jusqu'au XVIIIe siècle. Autre exemple : également au cours de la guerre de Cent Ans, Thomas de Huston, un chevalier écossais, est le premier à entrer dans la ville de Meaux à l'issue du siège mené contre les Anglais du 20 juillet au 10 août 1439 : il reçoit en récompense du roi Charles VII la châtellenie de Gournay (Louis XI la lui échangera, en juin 1466, contre le domaine de Torcy, afin de donner Gournay au comte de Dammartin),. Au XVIIIe siècle, après l'acte d'Union de 1707 des royaumes d'Angleterre et d'Écosse, certains Jacobites, partisans des Stuarts défaits à la bataille de Culloden (1746), trouvent refuge en France au nom de l'Auld Alliance, en particulier à Saint-Germain-en-Laye et à Sancerre.
En Écosse, l'alliance influe sur la vie quotidienne dans différents domaines : l’architecture, le droit, la langue et la cuisine. Les Écossais ont pris goût aux meilleurs vins français. Le bordeaux est alors, devant le whisky, la « boisson nationale » de l’Écosse et la Réforme ne suffit pas à modifier cet état de fait. Ainsi, en 1620, le port écossais de Leith importe un million de litres de clairet, soit un litre par habitant.
L'alliance est un sujet présent de longue date dans la littérature des deux pays. Autour de 1360, le chroniqueur écossais Jean de Fordun la rattache au mythique roi Achaius, dont il fait commencer le règne en 787 : il le dépeint comme le premier à conclure une alliance avec les Francs, échangeant une ambassade avec Charlemagne pour la confirmer. En 1428, le poète français Alain Chartier déclare que « l'Auld Alliance n'a pas été écrite sur un parchemin de peau de brebis mais gravée sur la peau d'homme, tracée non par l'encre mais par le sang ».

## Prolongements contemporains

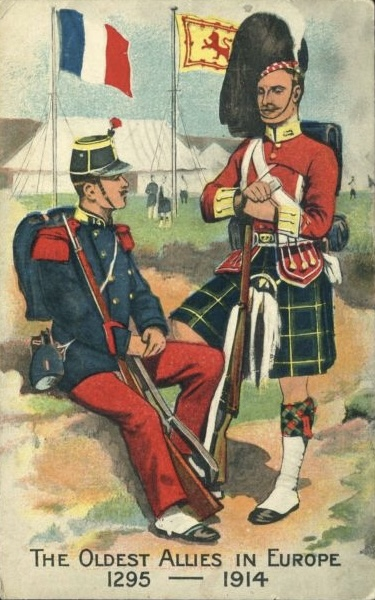
Les Plus Vieux Alliés d'Europe, illustration de 1914.

Par le « Statute Law Revision (Scotland) Act » du 4 août 1906, le Parlement britannique abroge la lettre de naturalité de novembre 1558 en faveur des sujets français résidant en Écosse. Relevant que cette date, après l'établissement en 1904 de l'Entente cordiale, marque pour certains la véritable fin de l'Auld Alliance, l'historienne britannique Siobhan Talbott souligne qu'on ne trouve cependant aucun texte, du côté français, abrogeant explicitement les dispositions symétriques. Elle en conclut qu'elles sont restées théoriquement applicables aux résidents écossais en France, du moins à ceux nés avant 1906.
La position officielle française, exprimée en 2001 par la voie du ministre des Affaires européennes Hubert Védrine, ne laisse pas place à cette théorie : elle affirme en substance que ces textes ne sont plus valides parce que l'union des royaumes d'Écosse et d'Angleterre au XVIIe siècle, en faisant disparaître la nationalité écossaise au profit de la nationalité britannique, les a privés d'effet. La loi britannique de 1906 n'a fait que prendre acte de cette situation. De plus, les lettres de naturalité devaient être renouvelées à chaque changement de chef d'État en France : or, elles ne l'ont plus été après Louis XIV. Enfin, quand bien même elles seraient restées valides sous l'Ancien Régime, l'entrée en vigueur du premier livre du Code civil, promulgué le 18 mars 1803, aurait suffi à leur faire perdre force de loi.
Cependant, concernant l'alliance elle-même, l'absence d'abrogation explicite —  de ses recherches, Siobhan Talbott conclut en 2011 qu'elle n'a jamais été formellement rompue —, la poursuite de relations économiques privilégiées au-delà de l'acte d'Union de 1707 et la vitalité du sentiment national écossais jusqu'à nos jours alimentent l'idée d'une permanence qui en ferait l'alliance la plus longue de l'Histoire.

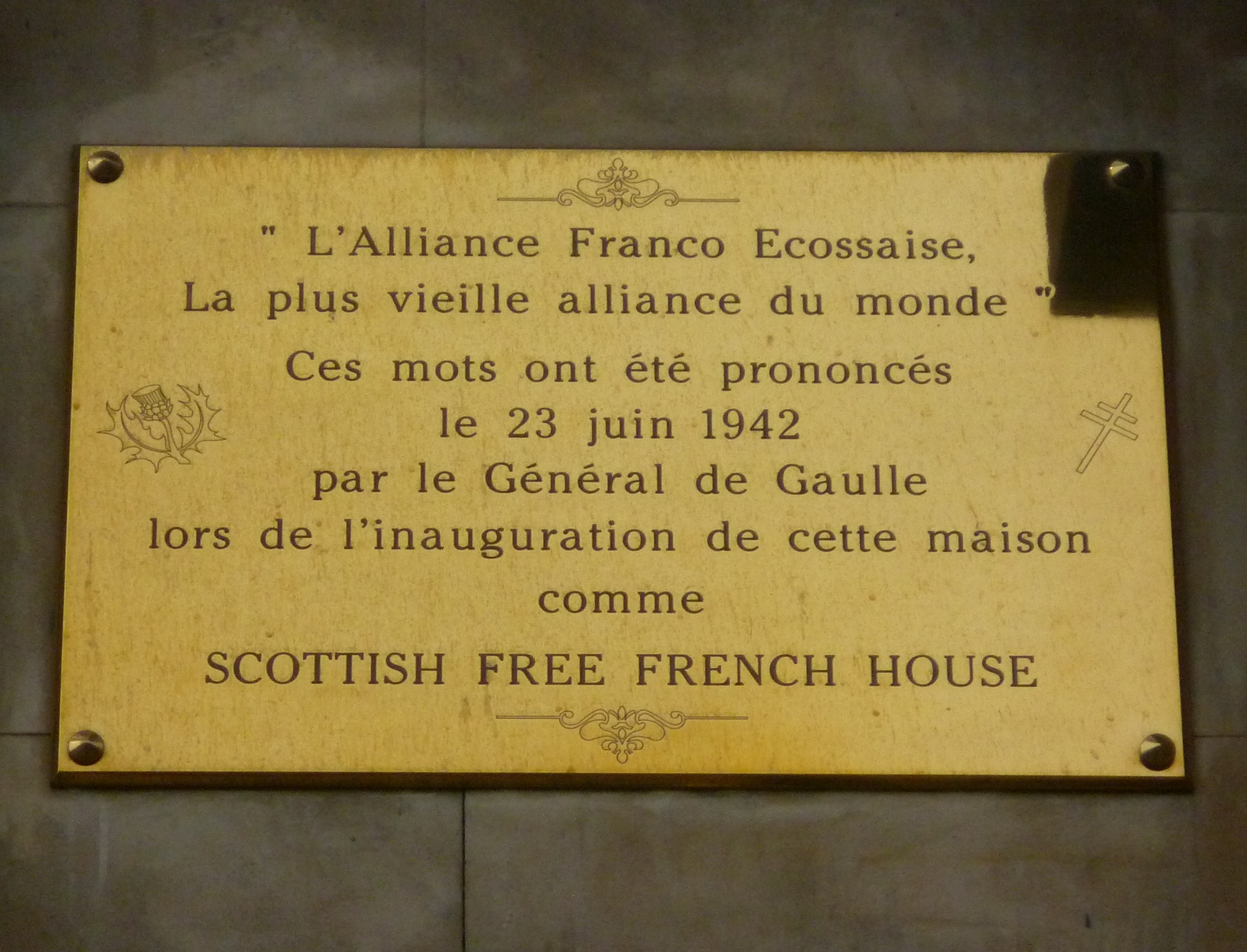
Plaque commémorative à Édimbourg reproduisant les mots de Charles de Gaulle : « la plus vieille alliance du monde ».

En 1942, le général de Gaulle qualifie l’alliance franco-écossaise de « plus vieille alliance du monde ». Il s'en justifie pour autoriser des parachutistes français à être réunis à une unité britannique (les SAS), car dirigée par un Écossais (David Stirling).
En 1995, des célébrations ont lieu dans les deux pays pour le 700e anniversaire de l'alliance.
De nos jours, l'Auld Alliance est surtout évoquée lors d’événements folkloriques ou sportifs (Tournoi des Six Nations, en particulier). Plus connue des Écossais que des Français, elle demeure pour les premiers l'une des marques de leur identité nationale les différenciant profondément des Anglais. En France, elle est particulièrement commémorée à Saint-Germain-en-Laye et à Aubigny-sur-Nère, où se situe un musée consacré à l'Alliance et où se déroulent, chaque année, des Fêtes franco-écossaises.
En 2014, à l'approche du référendum sur l'indépendance de l’Écosse, un journaliste de la BBC note que les signes de vitalité de ce qui est devenu une « alliance romantique » n'impliquent pas une adhésion entière des politiques français au projet d'indépendance des Écossais. Une Écosse indépendante signifierait en effet la fin de l'espoir de voir le Royaume-Uni engagé dans l'Union européenne et pouvant être un facteur d'équilibre face à une Allemagne de plus en plus forte. Bien que le référendum n'ait pas abouti à l'indépendance écossaise, le référendum sur le Brexit de 2016 a, en revanche, annulé cet espoir et relancé la question d'une possible indépendance de l'Écosse, celle-ci ayant voté majoritairement contre le Brexit.
Le 11 février 2018, sur la pelouse du Murrayfield Stadium à Édimbourg en Écosse, s'est déroulée la première édition du Trophée Auld Alliance entre la France et l'Écosse dans le cadre du tournoi des Six Nations.
La seconde édition du Trophée Auld Alliance s'est jouée au Stade de France, le 23 février 2019, et fut également l'occasion du lancement du Auld Alliance Day dédié à la célébration, en France comme en Écosse, de la Auld Alliance.